# Berlinska blokada
Berlinska blokada (24. lipnja 1948. – 12. svibnja 1949.) je jedna od prvih velikih kriza tijekom hladnog rata. Tijekom savezničke okupacije Njemačke, Sovjetski Savez je blokirao željeznice i ulice zapadnih saveznika kojima su oni dolazili do sektora Berlina koje su oni kontrolirali. Krajnji cilj blokade bilo je sovjetsko preuzimanje kontrole nad cijelim Berlinom. 
Kao odgovor blokadi, zapadni Saveznici su započeli Berlinski zračni most kako bi zarobljene vojnike opskrbili hranom. Na ovaj pothvat se u početku gledalo skeptično, čak i od zemalja koje su sudjelovale u njemu, primarno jer tako nešto do tada nije nikada izvedeno. Njemački let kojim je trebala biti opskrbljena 6. armija kod Staljingrada 1942. zahtijevao je prijenos 300 tona svaki dan i rijetko je kada uspio. Ovaj let zahtijevao je prijenos najmanje 5000 tona dnevno. Unatoč svemu ovome, do proljeća 1949. bilo je jasno da je plan uspio, a u travnju je let donosio više hrane i ostalih potrepština nego što ih je prije toga dopremala željeznica. 
Uspjeh leta predstavljao je sramotu za Sovjete, koji su tvrdili da takvo što neće biti moguće. Kada im je postalo jasno da je plan uspio, Sovjeti su u svibnju 1949. od blokade odustali. 